# Modelare moleculară

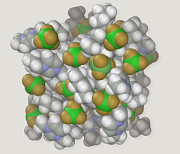
Modelare moleculară a unui lichid ionic

Modelarea moleculară cuprinde toate metodele, teoretice și computaționale, care pot fi utilizate pentru a determina sau modela comportamentul și structura moleculelor. Metodele de modelare moleculară sunt utilizate în chimia computațională, în designul medicamentelor, în știința materialelor și ajută la studiul sistemelor moleculare, începând cu sistemele chimice mici și până la moleculele biologice de dimensiuni mari.

## Metode de calcul
- metoda Hartree-Fock - semi-empirică
- metode bazate pe mecanica cuantică
- teoria funcționalei de densitate (DFT)[2]